# Anna Celjská
Anna Celjská (1380/1386? – 21. května 1416, Krakow) byla polská královna a litevská velkokněžna z dynastie Celjských. Její sestřenicí byla Barbora Celjská, manželka císaře a krále Zikmunda Lucemburského a stejně jako ona byla svými současníky obviňována z nevěry.

## Život
Anna se narodila jako jediná dcera hraběte Viléma Celjského a Anny, dcery krále Kazimíra III. Po otcově smrti roku 1392 se dostala do péče strýce Heřmana, který ji po získání papežského dispenzu roku 1402 provdal za padesátiletého ovdovělého polského krále Vladislava II. Jagella, který tímto sňatkem upevnil svůj nárok na polskou korunu. Anna i po svatbě udržovala kontakt se svou rodinou, zprostředkovala společně s Barborou mírovou dohodu mezi svým mužem a uherským králem Zikmundem.
Manželovi porodila jedinou dceru Hedviku a zemřela v roce 1416. Byla pohřbena na Wawelu u oltáře sv. Doroty. Vladislav II. se poté oženil ještě dvakrát, synů se dočkal až ve čtvrtém manželství. Annina dcera Hedvika, kterou část polské šlechty díky jejím piastovským předkům chtěla za budoucí vládkyni spíše než syny Vladislava II. ze čtvrtého manželství, zemřela bez potomků v roce 1431 – ještě dříve než její otec.